# Christine Sommer

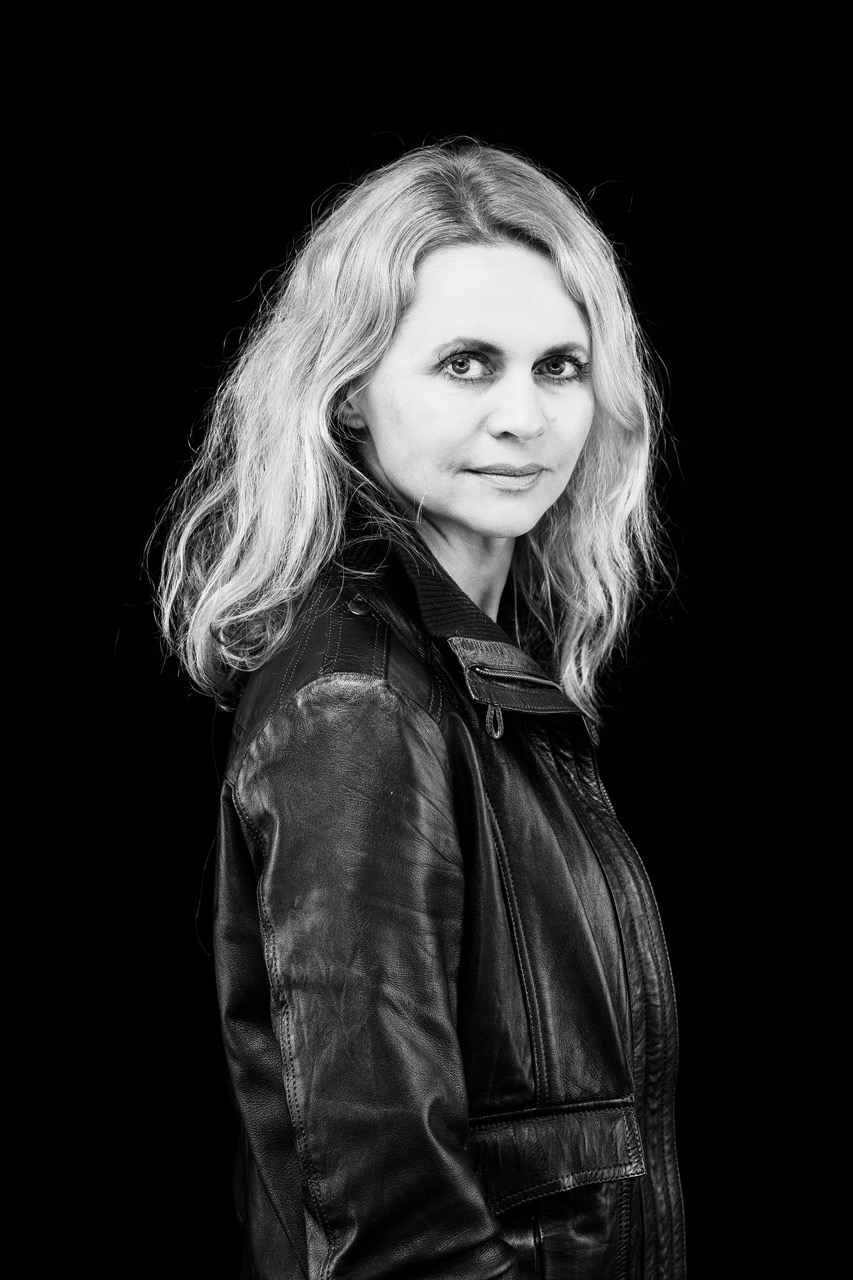
Christine Sommer (2020)

Christine Sommer (* 1970 in Wien) ist eine österreichische Schauspielerin.

## Leben
Christine Sommer absolvierte von 1986 bis 1990 am Max-Reinhardt-Seminar in Wien eine Schauspielausbildung. Danach folgten diverse Engagements, u. a. an Theaterhäusern in Wien, Tübingen, Braunschweig, Münster, Saarbrücken, Luxemburg und Altenburg sowie bei den Ruhrfestspielen in Recklinghausen. 
Im Fernsehen spielte sie unter anderem in Filmen und Serien wie Frau Temme sucht das Glück, Der Lehrer, Wilsberg, Rentnercops, Der letzte Bulle, Heldt, Die Chefin, Bettys Diagnose, Louis van Beethoven, Kommissar Rex, SOKO Leipzig mit. Von März 2009 bis Februar 2010 stand sie für die ZDF-Telenovela Alisa - Folge deinem Herzen als Cornelia „Conny“ Hundt vor der Kamera, außerdem spielt sie in vielen Sketchen von Kesslers Knigge mit.
Sie tourt mit eigenen Abenden und szenischen Lesungen mit ihrem Partner Martin Brambach durch Deutschland. 
Sommer beteiligte sich im April 2021 an der kontrovers diskutierten Aktion #allesdichtmachen, bei der über 50 Schauspieler die Maßnahmen zur Eindämmung der COVID-19-Pandemie in ironisch-satirischen Videos kommentierten. Im März 2024 beteiligte sich Sommer zusammen mit weiteren Prominenten und Influencern an einem öffentlichen Tierschutz-Aufruf, der sich an den Discounter Lidl richtete. Anlass ist, dass Lidl wegen tierquälerischer Zustände bei seinen zuliefernden Hühnermastbetrieben immer wieder Negativschlagzeilen macht („Lidl-Fleischskandal“).
Die Schauspielerin lebt zusammen mit ihren Töchtern, dem Schauspieler Martin Brambach und dem gemeinsamen Sohn in Recklinghausen.

## Filmografie (Auswahl)
- 1996, 2001: Kommissar Rex (Fernsehserie, verschiedene Rollen, 2 Folgen)
- 2004: Wilsberg – Tod einer Hostess (Fernsehreihe)
- 2004: Stauffenberg
- 2008: Kesslers Knigge (Fernsehserie)
- 2005: SOKO Wismar (Fernsehserie, Folge Notwehr)
- 2009–2010: Alisa – Folge deinem Herzen (Fernsehserie, 17 Folgen)
- 2011: Nord Nord Mord – Nord Nord Mord (Fernsehreihe)
- 2012: Verbotene Liebe (Fernsehserie, Folge Kurzes Glück)
- 2013: Der letzte Bulle (Fernsehserie, Folge Zur Kasse, Schätzchen)
- 2013: Herzensbrecher – Vater von vier Söhnen (Fernsehserie, Folge Love-Storys)
- 2014: Die Chefin (Fernsehserie, Folge Zahltag)
- 2015: SOKO Köln (Fernsehserie, Folge Kein Weg zurück)
- 2015: In aller Freundschaft – Die jungen Ärzte (Fernsehserie, Folge Der Richtige)
- 2015: Schwägereltern
- 2015: Und dann noch Paula (Fernsehserie, Folge Schule und so)
- 2016: Bettys Diagnose (Fernsehserie, Folge Turteln und Zwitschern)
- 2017: Frau Temme sucht das Glück (Fernsehserie, 6 Folgen)
- 2017: Toter Winkel
- 2018: SOKO Kitzbühel (Fernsehserie, Folge Wenn die Maske fällt)
- 2018: Heldt (Fernsehserie, Folge Holland in Not)
- 2020: Louis van Beethoven (Fernsehfilm)
- 2021: Bettys Diagnose (Fernsehserie, Folge Konfrontation)
- 2021: Wilsberg: Aus heiterem Himmel (Fernsehreihe)
- 2024: Am Abgrund (Fernsehfilm)